# Веслец
Веслец (болг. Веслец) — село в Болгарии. Находится в Врачанской области, входит в общину Враца. Население составляет 126 человек.

## Политическая ситуация
Веслец подчиняется непосредственно общине и не имеет своего кмета.
Кмет (мэр) общины Враца — Тотю Младенов Младенов (Граждане за европейское развитие Болгарии (ГЕРБ)) по результатам выборов.